# NGC 418
NGC 418 é uma galáxia espiral barrada (SBc) localizada na direcção da constelação de Sculptor. Possui uma declinação de -30° 13' 16" e uma ascensão recta de 1 horas, 10 minutos e 35,6 segundos.
A galáxia NGC 418 foi descoberta em 28 de Setembro de 1834 por John Herschel.